# 베스트 오브 히어로
〈베스트 오브 히어로〉(일본어: ベスト オブ ヒーロー 베스토 오브 히로[*])는 일본의 여성가수 쿠라키 마이의 24번째 CD 싱글로 2006년 2월 8일에 기자 스튜디오에서 발매됐다.
TBS계 드라마 《가치바카!》 주제가. 드라마 CM이나 방송중의 주제가로는 오프닝 테마인 AAA의 〈할렐루야〉가 아닌 본곡이 흐르고 있었다.
싱글반에는 18번째 싱글 〈내일로 이어지는 다리〉 이래의 인스트러먼트가 수록되어있다. 

## 싱글 수록곡
1. 베스트 오브 히어로 (ベスト オブ ヒーロー) (4:16)
  - 작사: 쿠라키 마이, 작곡 · 편곡: 토쿠나가 아키히토

6번째 음반 《DIAMOND WAVE》에 수록되어있는 것과는 편곡이 달라져있다.
2. Cuz you'll know that you're right (3:44)
  - 작사: 쿠라키 마이, 작곡: 후지스에 미키, 편곡: 오가 요시노부
3. 베스트 오브 히어로 (Instrumental)

## 스태프 크레딧
- 쿠라키 마이: 코러스
- 토쿠나가 아키히토: 코러스

## 수록 음반
- DIAMOND WAVE
- ALL MY BEST